# Wadi Fira
Wadi Fira is een van de 18 regio’s van Tsjaad. De hoofdstad is Biltine.

## Geografie

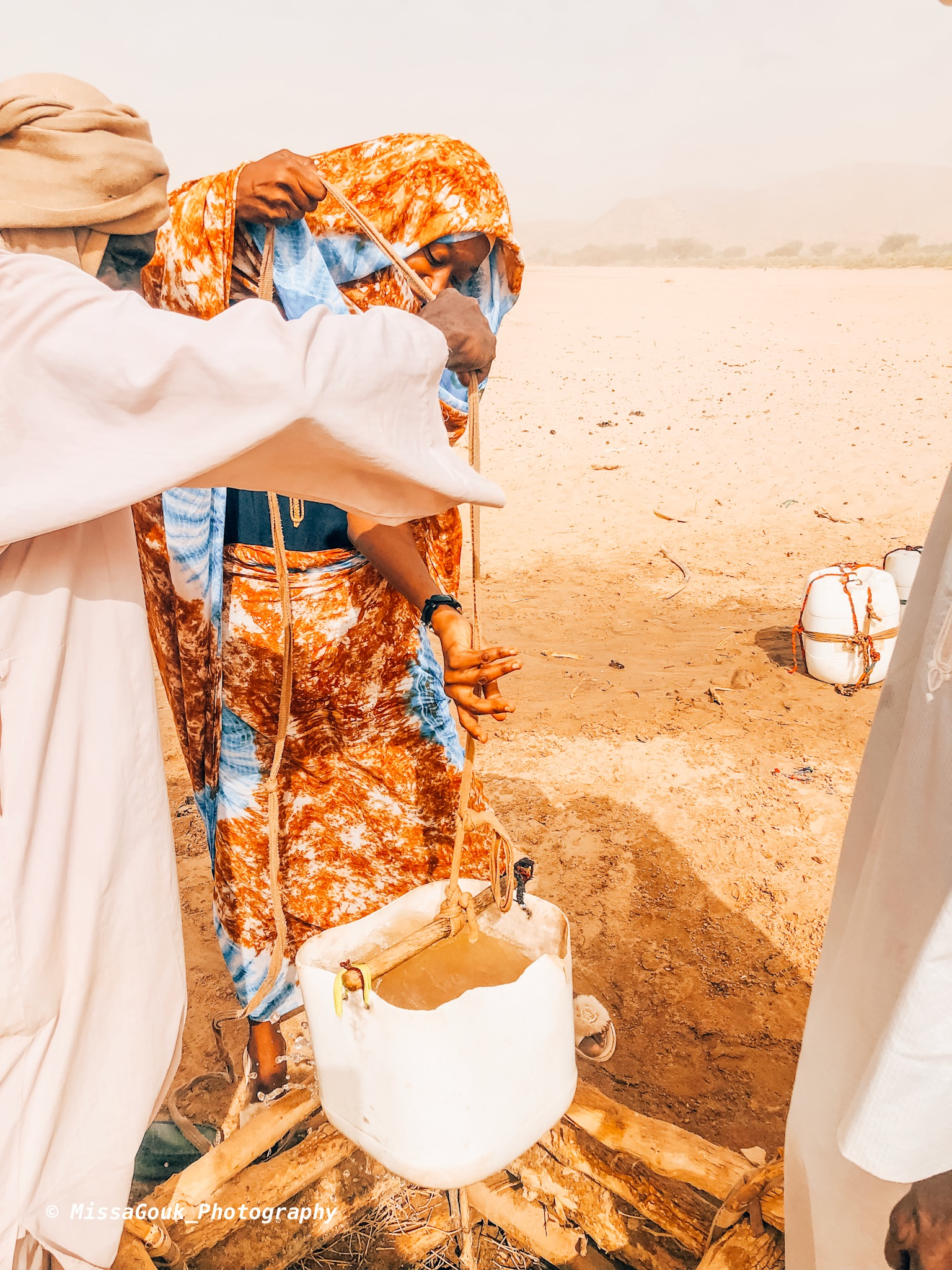
Waterschaarste.

Wadi Fira ligt in het oosten van het land en heeft een oppervlakte van 46.850 km². De regio grenst aan Darfoer (Soedan).
De regio is onderverdeeld in drie departementen: Biltine, Dar Tama en Kobé. 
Regio's: Batha · Borkou-Ennedi-Tibesti · Chari-Baguirmi · Guéra · Hadjer-Lamis · Kanem · Lac · Logone Occidental · Logone Oriental · Mandoul · Mayo-Kebbi Est · Mayo-Kebbi Ouest · Moyen-Chari · Ouaddaï · Salamat · Tandjilé · Wadi Fira

Stad: Ndjamena